# Hardwell
Robbert van de Corput (pronunciación en neerlandés: /ˈrɔbərt fɑn də ˈkɔrpʏt/; Breda, Países Bajos; 7 de enero de 1988), conocido por su nombre artístico Hardwell (/hɑɹdˈwɛl/), es un DJ, remezclador y productor discográfico neerlandés, dueño de Revealed Recordings. En 2013 y 2014 fue considerado el DJ #1 del mundo según la encuesta anual que realiza la revista DJ Mag. Actualmente, ocupa el puesto #11 en los 100 mejores DJ's del mundo.
Hardwell es muy conocido por su exitoso sencillo llamado "Spaceman" y por sus actuaciones en directo en los principales festivales, como
Ultra Music Festival y Tomorrowland. También por su Podcast "Hardwell On Air" el cual está disponible en iTunes, YouTube, Spotify entre varias plataformas más
El 7 de septiembre de 2018, Hardwell anunció a través de sus redes sociales su retirada indefinida de los escenarios para dedicarse a su vida personal. Su última actuación fue el 25 de julio en Tomorrowland 2025

## Biografía
Su padre le enseñó a utilizar el piano. A los 10 años de edad descubrió su pasión por la música, y con solo 12 años comenzó su carrera como DJ realizando presentaciones en distintos clubes de los Países Bajos, logrando ganar un buen reconocimiento en su país por sus innovadoras mezclas. A los 16 años ya había 4 discos a su nombre. Actualmente es reconocido mundialmente por la industria de la música electrónica, es considerado uno de los mejores DJs del mundo por sus presentaciones en Tomorrowland y en el Ultra Music Festival.
En el año 2006, llevó a cabo el lanzamiento de su disco "Electric Beatz", as ventas, siendo uno de los mejores discos más vendidos del año. En 2010 lanzó el volumen 10. En 2007, realizó algunas remezclas. Su remezcla junto a R3hab de "Toys Are Nuts" para Gregor Salto  y Chuckie. El remix ocupó más de 1,5 semanas en el puesto # 1 de la Dance-Tunes.com. También su remix de "You Don't Love Me" para Sidney Samson & Skitzofrenix fue otro de los temas lanzados el mismo año.
"Feel so High" junto al vocalista neerlandés, I-Fan, ha sido publicado en 10 países, ha tenido apoyo de algunos nombres de la escena house y viene acompañado con un vídeo. "Guess What", es una coproducción con Chuckie, fue otro de los sencillos más exitosos. Su bootleg realizado en el 2008 ("Show Me Love vs. Be") compuesto por canciones como «Show Me Love» de Robin S. y «Be» realizado por Steve Angello y Laidback Luke, tuvo buena recepción y aclamado por parte de los DJs de la escena electrónica. Debido a esto Steve Angello, Laidback Luke y la cantante Robin S. deciden reeditar «Show Me Love» en el año 2009.
En 2009, pinchó en el escenario principal de Dance Valley, el festival más grande de los Países Bajos donde también fue responsable ese año del tema "Twilight Zone", además de hacer una remezcla de la canción "Let the Feelings Go" del grupo AnnaGrace.
También cabe mencionar los remixes que hizo para algunos de los mejores DJs según DJ Mag Top 100, como Fedde Le Grand, Armin van Buuren, Bob Sinclar, Chris Lake, Funkerman, Laidback Luke, Sharam, Steve Angello, Booty Luv y Hi Tack. Hardwell también ha alcanzado buenos puestos en las listas líderes de los Países Bajos, "Dance-Tunes.com" un total de 8 veces en el 2009. También ha mezclado el "Privilege Ibiza Compilation" junto a Cosmic Gate.
Revealed Recordings es su propio sello discográfico. El puntapié inicial fue en abril de 2010 con el sencillo "Get Down Girl" junto a DJ Funkadelic, que terminó entre lo más alto en las listas de música Dance. Otro de sus precursores fue el EP "Smoke / Voyage".
Otro de los lanzamientos de Hardwell por Revealed Recordings, fue su versión del clásico de Red Carpet, "Alright", en 2010, además contando con el apoyo en las pistas en DJs como Tiesto, Roger Sánchez, Armand Van Helden, Fedde Le Grand, Chuckie entre otros. Fue uno de sus mayores éxitos discográficos hasta ese momento, logró mantenerse en el Top 10 de la lista de Progressive House en Beatport durante más de 6 semanas.
En 2011, remezcló "Stars" para Gareth Emery, convirtiendo esta canción del género trance, en una explosiva canción del estilo Progressive House. Fue incluido en el álbum de remezclas "Northern Lights Re-Lit" lanzado por Gareth Emery, en marzo de 2011.
En febrero de 2011 salió a la venta en formato digital por el sello discográfico Musical Freedom, su tema en colaboración con Tiësto llamado «Zero 76», que a su vez es el código de área de la ciudad de Breda, de donde son nativos ambos productores.
En diciembre de 2011 realizó un remix (Bella – "Nobody Loves Me"), con Thierry Lebeque, este último participando con la producción. En 2012, lanzó "Spaceman", sencillo que amplio de gran manera su reconocimiento, "Call Me a Spaceman" y "Apollo", los cuales lograron ingresar en las listas de éxitos de los Países Bajos, y asimismo, ese mismo año realizó su primera presentación en Tomorrowland.
En 2013 colaboró con varios artistas de la escena EDM como Laidback Luke, W&W, Blasterjaxx y MAKJ y lanzó el sencillo "Dare You" con las voces de Matthew Koma. Este se convirtió en el primer sencillo de Hardwell en ingresar en la lista de sencillos del Reino Unido llegando a ubicarse en el número 18.
En mayo de 2014, logró ingresar por su segunda ocasión en las listas del Reino Unido con el sencillo «Everybody Is In The Place» ocupando el número 59.
En enero de 2015 lanzó su álbum debut United We Are. Este cuenta con 15 canciones de las que se desprenden sencillos como «Arcadia», «Young Again» y «Sally»
El 25 de mayo del 2016, después del festival de Mawazine en Marruecos, durante una entrevista había anunciado un segundo álbum de studio, se desconoce el nombre aún.
El 28 de noviembre de 2016 estrenó un libro que se llama "2 Years as One" con dos ediciones una normal (29.95€) y deluxe (89€) con los mejores momentos de su vida y ya está disponible en lugares web como Amazon, iTunes y en su tienda "Revealed Store".
En 2018, tras una increíble actuación en Tomorrowland y un gran "sold out" en el Starlite Festival, anuncia su retirada indefinida de los escenarios con el objetivo de centrarse en su vida personal. Tras este retiro, continuó publicando música en su sello Revealed Recordings hasta 2019, así como emitiendo semanalmente Hardwell On Air hasta la emisión del episodio número 500 el 15 de enero de 2021, en el que anunció que dicho episodio sería el último, dando paso a un nuevo radio show llamado Revealed Selected, presentado por Adam K.
En 2022 regresa de su retiro en una increíble actuación en el famoso festival de Estados Unidos Ultra Music Festival en su edición 2022, bajo un nuevo Tour mundial llamado Rebels Never Die. También participó en julio de ese mismo año en Tomorrowland 2022.

## Spaceman

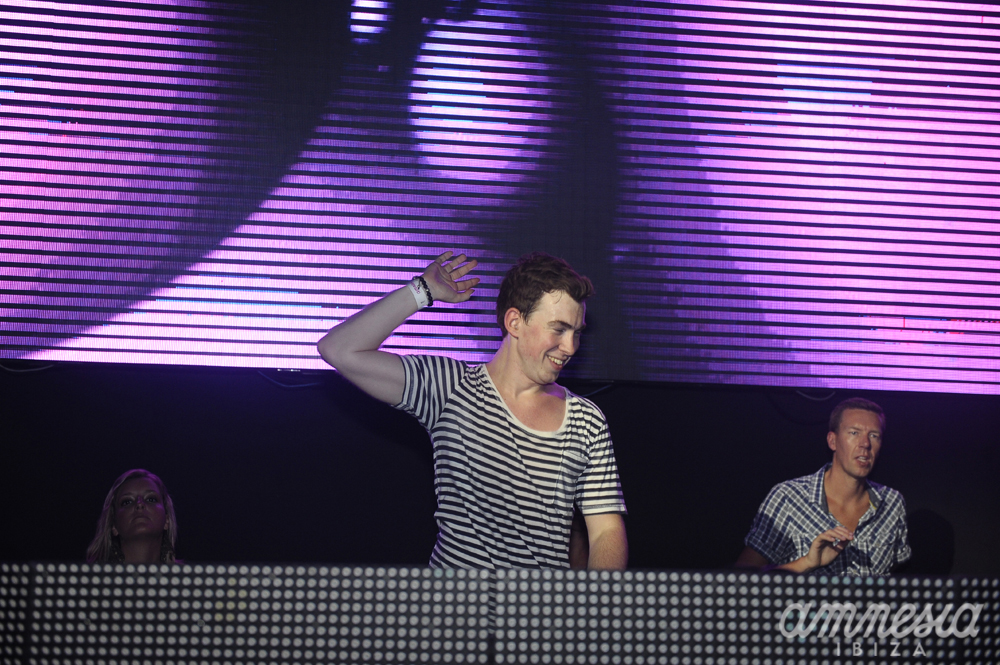
Hardwell en Amnesia Ibiza en 2012

Artículo completo: Spaceman (canción de Hardwell)
Fue lanzado el 23 de enero del 2012 por su discográfica Revealed Recordings. Este sencillo ha sido el más exitoso de Hardwell. Existen 6 versiones de la canción: Spaceman, Spaceman (Orchestral Edit), Call Me Spaceman con la voz de Mitch Crown , Call Me Spaceman (Unplugged) con la colaboración de Collin McLoughlin y Mr. Spaceman con Bright Ligths. Además la canción tiene remixes de artistas como Carnage, Headhunterz, Naffz y Drown The Fish, todos lanzados por la discográfica Revealed Recordings.
Esta pista tiene un número de ventas que rebasa los 3 millones en diferentes servicios de descarga por pago, actualmente es la canción más reconocida del DJ en todo el mundo.

## I am Hardwell (tour y documental)
I AM Hardwell, su primer Tour Internacional, fue presentado el 27 de abril de 2013 en Ámsterdam, Países Bajos. Un Tour que luego lo llevó a un documental con banda sonora incluida sobre el DJ. El documental inició a filmarse a principios de diciembre de 2010, tratando de sus inicios y su actualidad, el documental se estrenó el 11 de noviembre del 2013; su éxito fue tanto que lo ha llevado a ser uno de los DJ's más codiciados del mundo, cerró la gira en el Madison Squire en New York Garden dando un gran show el 15/11/14 dando por finalizada su primera gira "I AM HARDWELL" que duró dos años.
El día 19 de febrero de 2016 estrena el documental I AM Hardwell "Living The Dream" el cual fue presentado en octubre de 2015 en el Pathé Tuschinski (enlace roto disponible en Internet Archive; véase el historial, la primera versión y la última). de Ámsterdam durante el Amsterdam Dance Event. Actualmente, el documental ya está disponible en DVD.
El 25/01/15 empezó su Segunda Gira en el Ziggo Dome en los Países Bajos bajo el nombre I AM HARDWELL "United We Are" en honor a su primer disco de estudio, "United We Are" y el 27 de agosto de 2016 cerró la edición "United We Are" a las 7:45 PM (Hora Española) dando su último concierto en el Virtual World Club Dome en Hockenheim (Alemania).

## Ranking DJmag
| DJ       | 2011 | 2012 | 2013 | 2014 | 2015 | 2016 | 2017 | 2018 | 2019 | 2020 | 2021 | 2022 | 2023 | 2024 |
| -------- | ---- | ---- | ---- | ---- | ---- | ---- | ---- | ---- | ---- | ---- | ---- | ---- | ---- | ---- |
| Hardwell | 24°  | 6°   | 1°   | 1°   | 2°   | 3°   | 4°   | 3°   | 12°  | 17°  | N/A  | 43°  | 37°  | 11°  |

## Ranking 101 DJs 1001 Tracklist
| Productor | 2016 | 2017 | 2018 | 2019 | 2022 | 2023 | 2024 |
| --------- | ---- | ---- | ---- | ---- | ---- | ---- | ---- |
| Hardwell  | 3°   | 5°   | 5°   | 14°  | 24°  | 10°  | 25°  |